# جسر الخمسة (باجة)
قنطرة الخمسة بباجة هي جسر للسكك الحديدية يقع على الخط الذي يربط بين مدينتي باجة وتونس في الجمهورية التونسية.
سُميت بهذا الاسم تخليدًا لذكرى الفوج الخامس للهندسة (الفوج الخامس للهندسة العسكرية) الذي قام برسم مسار السكة الحديدية بين باجة وماطر، كما قام ببناء جسر مؤقت فوق وادي باجة لتسهيل بناء القنطرة الرئيسية.
تتكوّن القنطرة من اثني عشر قوسًا نصف دائري يربط بين ضفتي الوادي.
وقبل سنة 1977، كانت السكة تربط بين باجة وبنزرت، ثم تم تحويلها باتجاه تونس بسبب بناء سد سيدي سالم 